# Ópera
Ópera – stacja metra w Madrycie, na linii 2 i 5. Znajduje się w dzielnicy Centro, w Madrycie i zlokalizowana jest pomiędzy stacjami Santo Domingo, Sol (linia 2) oraz Callao i La Latina. Została otwarta 27 grudnia 1925.